# Viva for Life
Viva for Life est un événement caritatif belge fondée en 2013 par la RTBF, qui permet la récolte de fonds destinés principalement à la lutte contre la pauvreté infantile dans la Communauté française  de Belgique. L'événement est organisé annuellement du 17 au 23 décembre.
Pour ce faire, trois animateurs de la radio VivaCité s'enferment dans un studio de verre dénommé « le cube », où ils se relaient pour animer l'antenne de la station 24h/24, durant 6 jours, soit 144 heures consécutives. Durant leur enfermement, les animateurs sont également privés de nourriture solide. Le cube est installé sur une place publique d'une ville de la Communauté française, et permet ainsi aux passants et aux auditeurs d'observer les animateurs. Une scène jouxte le studio, et accueille des artistes pour des performances en direct et en public.

## Historique
En 2013 et en 2014, Viva for life s'installe sur la place Saint-Étienne à Liège. Lors de la première édition, Raphaël Scaini, l'un des trois animateurs enfermé dans le cube, s'attend à recevoir des dons à hauteur de 500 000 €. Ce seront finalement 1 267 351 € qui seront récoltés cette année-là.
Après deux ans dans la cité ardente, le cube déménage en 2015 à Charleroi, sur la place de la Digue. Il y restera encore l'année suivante.
En 2017, c'est au tour de la ville de Nivelles d'accueillir le cube, pour deux éditions consécutives.
En 2019, le cube déménage une fois de plus, et s'installe sur la Grand-Place de Tournai. Cette année-là, aucun parrain ni marraine n'est désigné ; la RTBF préférant compter sur la participation de nombreux artistes.
En 2020, en raison de la pandémie de Covid 19, la RTBF décide de ne pas installer le cube sur la Grand-Place de Tournai, et choisit de le placer sur son site bruxellois, au pied de la Tour Reyers. Pour la première fois de son histoire, l'événement n'est pas accessible au public. Il est toutefois intégralement retransmis en ligne via Auvio, ainsi qu'en télévision sur La Une durant certaines plages horaires.
En 2021, le cube est de retour à Tournai, pour la seconde fois. Au sein du trio qui l'occupera, Marco Leulier remplace Adrien Devyver aux côtés d'Ophélie Fontana et Sara de Paduwa. La chanteuse belge Angèle était en direct, depuis Tournai, afin de clore cette 9e édition. Elle a chanté son nouveau single Bruxelles je t'aime. Cette nouvelle édition du Viva For Life a récolté 7,5 millions d'euros.
En mars 2022, la RTBF annonce que la dixième édition se tiendra sur la Place des Trois Fers à Bertrix. Pour cette première édition dans la province de Luxembourg , le cube est à double étage pour accueillir les chambres à coucher des animateurs et la scène pour produire les artistes. Auparavant, cette dernière se trouvait à côté du cube. Bertrix est reconduite comme ville hôte pour l'édition de 2023. 
En 2024, L'animatrice Sara De Paduwa quitte l'animation du cube après 10 années, elle ne quittera pas complètement l'émission puisqu'elle remplacera Fanny Jandrain au volant du bus « Viva for life tour », qui sillonne la fédération Wallonie Bruxelles.

## Récapitulatif des éditions
| Édition | Dates                               | Localisation du cube           | Animateurs     | Animateurs          | Animateurs     | Parrain/Marraine | Hymne                                                                   | Euros récoltés | Total        |
| ------- | ----------------------------------- | ------------------------------ | -------------- | ------------------- | -------------- | ---------------- | ----------------------------------------------------------------------- | -------------- | ------------ |
| 1e      | 17 décembre 2013 – 23 décembre 2013 | Place Saint-Étienne, Liège     | Sara de Paduwa | Sébastien Nollevaux | Raphaël Scaini | Pascal Obispo    | Good Time - Owl City & Carly Rae Jepsen                                 | 1 267 351 €    | 1 267 351 €  |
| 2e      | 17 décembre 2014 – 23 décembre 2014 | Place Saint-Étienne, Liège     | Sara de Paduwa | Sébastien Nollevaux | Raphaël Scaini | Bénabar          | A Sky full of stars - Coldplay                                          | 2 103 404 €    | 3 370 755 €  |
| 3e      | 17 décembre 2015 – 23 décembre 2015 | Place de la Digue, Charleroi   | Sara de Paduwa | Sébastien Nollevaux | Cyril Detaeye  | Zazie            | Avenir - Louane                                                         | 3 028 755 €    | 6 399 510 €  |
| 4e      | 17 décembre 2016 – 23 décembre 2016 | Place de la Digue, Charleroi   | Sara de Paduwa | Ophélie Fontana     | Cyril Detaeye  | Julien Doré      | Miracle (en) - Julian Perretta                                          | 3 452 310 €    | 9 851 820 €  |
| 5e      | 17 décembre 2017 – 23 décembre 2017 | Grand-Place, Nivelles          | Sara de Paduwa | Ophélie Fontana     | Cyril Detaeye  | Nolwenn Leroy    | On dirait - Amir                                                        | 4 115 330 €    | 13 967 150 € |
| 6e      | 17 décembre 2018 – 23 décembre 2018 | Grand-Place, Nivelles          | Sara de Paduwa | Ophélie Fontana     | Adrien Devyver | François Damiens | Melody - Lost Frequencies (ft. James Blunt)                             | 4 929 220 €    | 18 896 370 € |
| 7e      | 17 décembre 2019 – 23 décembre 2019 | Grand-Place, Tournai           | Sara de Paduwa | Ophélie Fontana     | Adrien Devyver | Aucun(e)         | Wake up - Henri PFR (ft. Broken Back)                                   | 5 658 352 €    | 24 554 722 € |
| 8e      | 17 décembre 2020 – 23 décembre 2020 | Tour Reyers, Schaerbeek        | Sara de Paduwa | Ophélie Fontana     | Adrien Devyver | Aucun(e)         | Blinding lights - The Weeknd                                            | 7 061 534 €    | 31 616 256 € |
| 9e      | 17 décembre 2021 – 23 décembre 2021 | Grand-Place, Tournai           | Sara de Paduwa | Ophélie Fontana     | Marco Leulier  | Aucun(e)         | Ani Kuni - Polo & Pan                                                   | 7 512 346 €    | 39 128 602 € |
| 10e     | 17 décembre 2022 – 23 décembre 2022 | Place des 3 Fers, Bertrix      | Sara de Paduwa | Ophélie Fontana     | Marco Leulier  | Aucun(e)         | As It Was - Harry Styles                                                | 8 034 120 €    | 47 162 722 € |
| 11e     | 17 décembre 2023 – 23 décembre 2023 | Place des 3 Fers, Bertrix      | Fanny Jandrain | Ophélie Fontana     | Walid          | Mika             | Substitution (en) - Purple Disco Machine et Kungs (ft. Julian Perretta) | 8 466 888 €    | 55 629 610 € |
| 12e     | 17 décembre 2024 - 23 décembre 2024 | Esplanade de l'Avenir, Seraing | Fanny Jandrain | Ophélie Fontana     | Walid          | Kendji Girac     | Chaleur - Kid Noize et Pepe                                             | 8 813 551 €    | 64 443 161€  |